# Game Informer
Game Informer était un magazine mensuel américain sur les jeux vidéo, qui présentait des articles, des actualités, des stratégies, des critiques de jeux vidéo et des consoles. Le magazine fut lancé en août 1991 lorsque le commerçant de jeux vidéo FuncoLand commença à publier un bulletin d'information interne. La publication fut ensuite détenue et publiée par GameStop, qui acheta FuncoLand en 2000. De ce fait, une grande partie de la promotion était faite par l'entreprise, ce qui contribua au succès du magazine ; il a été le 4e magazine le plus populaire par le nombre d'exemplaires distribués et est devenu un élément important du programme de fidélisation des clients de l'entreprise, PowerUp Rewards, qui offrait aux abonnés l'accès à un contenu spécial sur le site officiel. Dans le contexte général de crise touchant la presse et l'industrie vidéoludique, et dans le contexte particulier de fragilité financière de GameStop, la publication cessa brutalement le 2 août 2024 par décision de la direction de la maison mère.

## Historique
Game Informer existe depuis août 1991 sous la forme d'un magazine de six pages. Il est publié tous les deux mois jusqu'en novembre 1994, date à laquelle il est publié tous les mois.
En 2010, le magazine est devenu le 5e magazine le plus populaire des États-Unis avec cinq millions d'exemplaires vendus, devançant Time, Sports Illustrated et Playboy.  
En 2011, Game Informer est devenu le troisième plus grand magazine des États-Unis, avec un tirage de huit millions d'exemplaires. 
Cependant, en 2014, il est descendu à la 4e place avec 6,9 millions d'exemplaires vendus.
Fin juin 2020, Andy McNamara, rédacteur en chef de longue date, annonce qu'il quitte le magazine pour un nouveau poste dans l'industrie des jeux vidéo et que l'ancien rédacteur en chef Andrew Reiner le remplace.
Le 2 août 2024, la direction de GameStop arrête le magazine de façon abrupte et licencie ses employés. Le numéro 367, paru en juillet 2024, est le dernier. Le page d'accueil du site internet est remplacée par un message d'« au revoir », vers lequel redirigent tous les anciens articles du site, devenus inaccessibles.
Le 25 mars 2025, le studio Gunzilla Games, développeur du jeu Off the Grid, annonce qu'il a acheté Game Informer et réengagé tous les employés. Une entente a été conclue afin que Game Informer ait « une indépendance éditoriale sans aucune influence de Gunzilla Games ou de toute autre entité. »

### Édition australienne
En novembre 2009, Game Informer est lancé en Australie par l'éditeur australien du Gameplayer et du PlayStation Magazine (en) australien, et l'éditeur Citrus Media. 
Le 18 août 2010, il devient le magazine de jeux vidéo le plus vendu en Australie.
L'édition australienne du magazine s'arrête après la parution de 113 numéros dans le contexte de restrictions budgétaires d'EB Games Australia. L'édition américaine du magazine est dorénavant distribuée en Australie.